# Alexandra Ledermann 3 : Équitation Aventure
Alexandra Ledermann 3 : Équitation Aventure, ou simplement Alexandra Ledermann 3, originellement intitulé Riding Champion: Legacy of Rosemond Hill dans sa version internationale, est un jeu vidéo d'équitation, publié en 2000 en Amérique du Nord. En France, il est développé par Lexis Numérique, édité par Ubisoft, et publié en octobre 2002 ; il appartient à la série série Alexandra Ledermann

## Système de jeu
Dans la version internationale, le jeu se centre sur Annie, une adolescente, qui reçoit comme héritage le cheval de son défunt grand-père. Le protagoniste se retrouve dans un scénario de plusieurs aventures implantées dans diverses locations, où il interagit avec d'autres personnages et résout des énigmes/puzzles. Le protagoniste doit prendre soin et élever son cheval. Avec l'aide de John, propriétaire de l'étable, Annie doit apprendre à entrainer son cheval et lui faire faire plusieurs activités pour le maintenir en forme. Après l'entrainement, et pendant la progression du jeu, Annie reçoit des invitations à concourir et à battre sa rivale, Melissa.
Contrairement à ses prédécesseurs — Équitation Passion et Équitation Compétition —, Alexandra Ledermann 3 ne comprend pas de système multijoueur. Le jeu est originellement édité en 2000 à l'international sous le titre Riding Champion: Legacy of Rosemond Hill, faisant partie de la série des Rosemond Hill.

## Accueil
Alexandra Ledermann 3 est négativement accueilli par la presse spécialisée. Romendil de Jeuxvideo.com explique qu'« un troisième volet synonyme de faux-pas pour Alexandra Ledermann, une série de jeux qui nous avait habitué à davantage de respect vis-à-vis du joueur. » Gamereactor, lui, explique que le jeu « n'aura pas forcément marqué les esprits des joueurs malgré son originalité. »